# Pathobiochemie
Pathobiochemie (Patho- von griechisch páthos, „Leiden“) ist als Ableger der Biochemie die Wissenschaft, die sich mit der Veränderung der biochemischen Vorgänge im menschlichen Körper während der Krankheit oder durch gestörte Stoffwechselwege befasst. Häufig wird in dieser Wissenschaft nach dem Ursprung einer Krankheit gesucht.
Somit eine Art Mischung aus Biochemie, Pathologie und Pathophysiologie. Dadurch, dass die Veränderungen oft durch toxikologisch wirksame Substanzen hervorgerufen werden, ist die Pathobiochemie auch eng mit der Toxikologie verwandt. Dabei wird insbesondere der Fremdstoffmetabolismus betrachtet.

## Forschungsgebiete
Wichtige Forschungsgebiete in der Pathobiochemie sind vor allem die Mechanismen und Ursprünge weit verbreiteter Erkrankungen. Zu diesen zählen die Stoffwechselerkrankungen Diabetes und Gicht, oder neurodegenerative Erkrankungen, wie die Alzheimer-, Parkinson-, oder Huntington-Krankheit.

## Forschungsinstitute in Deutschland
- Institut für Klinische Biochemie und Pathobiochemie des Deutschen Diabetes-Zentrums[3]
- Institut für Klinische Chemie und Pathobiochemie des Universitätsklinikums Tübingen[4]
- Institut für Laboratoriumsmedizin, Klinische Chemie und Pathobiochemie des Charité Berlin[5]
- Institut für Laboratoriumsmedizin und Pathobiochemie der Philipps-Universität Marburg[6]
- Institut für Pathobiochemie der Johannes Gutenberg-Universität Mainz[7]
- Institut für Physiologische Chemie und Pathobiochemie der medizinischen Fakultät der Westfälischen Wilhelms-Universität Münster[8]